# Dolichomyia detecta
Dolichomyia detecta är en tvåvingeart som beskrevs av Ignaz Rudolph Schiner 1868. Dolichomyia detecta ingår i släktet Dolichomyia och familjen svävflugor. Inga underarter finns listade i Catalogue of Life.